# Monica Thomasson
Monica Thomasson, född 1 juni 1959, är en svensk sångpedagog.
Thomasson är filosofie doktor och verksam vid Vadstena sång- och pianoakademi som lärare i sång, interpretation, vokalhistoria, språkuttal och musikkommunikation. Hon disputerade 2003 vid Kungliga Tekniska Högskolan på en avhandling om sångares andningsteknik. Ämnet är eftersatt inom forskningen (?) och avhandlingen fick stor uppmärksamhet bland svenska sångpedagoger.